# Maks Brin
Maks Brin (auch Max Bryn; * 16. Juli 1884 in Łódź; † vermutlich um 1942) war ein polnischer Schauspieler des Jiddischen Theaters und Films.

## Leben
Brin wurde als Sohn religiöser Eltern geboren und besuchte eine moderne Cheder und eine Privatschule. Vorübergehend nahm er eine Arbeit in einer Manufaktur auf. Dann bekam er eine Empfehlung, als Chorsänger im Apollo-Theater in Łódź unter der Leitung von Abraham Kamiński und Yehudi Berman zu singen. Nach dem Verbot für Jiddisches Theater in Łódź verdingte sich Brin wieder als angestellter Arbeiter. 1905 bekam er kleine Rollen in Zandbergs Großem Theater in Łódź. Im Jahr 1906 war er auf Tournee mit dem Muranover Theater durch Polen. Später tourte er durch Russland, Westeuropa und Südamerika.
Maks Brin heiratete 1908 die Schauspielerin Roza Shkliarzh. In London arbeitete er 1909 mit Morish Moshkovitsh und mit Paul Breytman zusammen. In Warschau war er in der Jiddischen Schauspielervereinigung aktiv. Während des Ersten Weltkrieges flüchtete er nach Lemberg, wo er bis 1917 blieb. Wiederholt spielte Brin in der Truppe von Julius Adler und ging mit ihr auf Tourneen. Er trat mit der Theaterkompanie von Paul Breytman und Vera Kanewskaja in Südafrika und Südamerika auf, spielte kurze Zeit in Wien und 1928 in Bessarabien und Rumänien.
Brin war mit seiner Frau und Tochter Anfang des Zweiten Weltkrieges Bewohner des Warschauer Ghettos, wo er davon lebte Rasierklingen zu verkaufen. Er spielte im Eldorado-Theater, u. a. in der Komödie „Dus Dorfsmejdł“.

## Filmografie
- 1936: Al Chejt
- 1936: Yidl mitn Fidl
- 1937: Frejleche kabzonim
- 1937: Kties Chaf
- 1937: Der Purimszpiler
- 1938: Mamele